# اتحاد الأساتذة الجامعيين الباحثين التونسيين
اتحاد الأساتذة الجامعيين الباحثين التونسيين، ويعرف اختصارا باسم إجابة هو نقابة تتجه إلى الأساتذة الجامعيين التونسيين من مختلف الرتب والأصناف. ظهرت إجابة بعد الثورة التونسية سنة 2011. وقد تمركزت في بعض الجامعات الداخلية وأساسا منها جامعة سوسة وجامعة المنستير وجامعة قفصة، عقدت إجابة مؤتمرها الأول يومي 5 أكتوبر و6 أكتوبر 2012 تحت شعار «مستقبلنا بين أيدينا». وهذه النقابة غير منضوية تحت الاتحاد العام التونسي للشغل، التي تتبعه للجامعة العامة للتعليم العالي والبحث العلمي، وهما لذلك تعتبران متنافستين.